# Ein Sommer in ...
Un'estate a..., nota anche col titolo tedesco Ein Sommer in ..., è una serie di film televisivi realizzati dall'emittente tedesca ZDF. Come con altre serie di film della ZDF, non vi è alcun collegamento diretto tra i film e la sola cosa che accomuna tutti i film della serie è che i protagonisti si innamorano nuovamente in estate in località al di fuori della Germania.
In Italia, la serie è stata mandata in onda da Raiuno e Raidue.

## I film
| n°  | Titolo originale               | Titolo in italiano                 | Prima TV originale | Prima TV italiana         |
| --- | ------------------------------ | ---------------------------------- | ------------------ | ------------------------- |
| 1   | Ein Sommer in Long Island      | Un'estate a Long Island            | 18 ottobre 2009    | —                         |
| 2   | Ein Sommer in Kapstadt         | Un'estate a Città del Capo         | 18 aprile 2010     | ?                         |
| 3   | Ein Sommer in Marrakesch       | Un'estate a Marrakesch             | 2 maggio 2010      | ?                         |
| 4   | Ein Sommer in Paris            | Un'estate a Parigi                 | 15 maggio 2011     | 4 agosto 2017             |
| 5   | Ein Sommer im Elsass           |                                    | 15 aprile 2012     | —                         |
| 6   | Ein Sommer in Kroatien         | Un'estate in Croazia               | 29 aprile 2012     | —                         |
| 7   | Ein Sommer in den Bergen       | Un'estate in montagna              | 27 maggio 2012     | ?                         |
| 8   | Ein Sommer in Schottland       | Un'estate in Scozia                | 30 settembre 2012  | 25 agosto 2017            |
| 9   | Ein Sommer in Amalfi           |                                    | 7 aprile 2013      | —                         |
| 10  | Ein Sommer in Portugal         | Un'estate in Portogallo            | 28 settembre 2013  | 2 agosto 2017             |
| 11  | Ein Sommer in Ungarn           |                                    | 13 aprile 2014     | —                         |
| 12  | Ein Sommer in Amsterdam        |                                    | 25 maggio 2014     | —                         |
| 13  | Ein Sommer in Island           |                                    | 12 ottobre 2014    | —                         |
| 14  | Ein Sommer im Burgenland       |                                    | 1 febbraio 2015    | —                         |
| 15  | Ein Sommer in Griechenland     | Un'estate in Grecia                | 26 aprile 2015     | ?                         |
| 16  | Ein Sommer in Masuren          | Un'estate in Polonia               | 25 ottobre 2015    | 1 agosto 2017             |
| 17  | Ein Sommer in Barcelona        | Un'estate a Barcellona             | 15 novembre 2015   | 31 luglio 2017            |
| 18  | Ein Sommer auf Lanzarote       | Un'estate a Lanzarote              | 14 febbraio 2016   |                           |
| 19  | Ein Sommer in Florida          | Un'estate in Florida               | 3 aprile 2016      | 3 agosto 2017             |
| 20  | Ein Sommer auf Sizilien        | Un'estate in Sicilia               | 22 maggio 2016     | 8 settembre 2018          |
| 21  | Ein Sommer in Südfrankreich    | Un'estate in campagna              | 16 ottobre 2016    | 6 dicembre 2018           |
| 22  | Ein Sommer in Dänemark         | Un'estate in Danimarca             | 30 ottobre 2016    | 20 settembre 2018         |
| 23  | Ein Sommer auf Zypern          | Un'estate a Cipro                  | 21 maggio 2017     | 27 settembre 2018         |
| 24  | Ein Sommer in Prag             | Un'estate a Praga                  | 4 giugno 2017      | 22 novembre 2018          |
| 25  | Ein Sommer im Allgäu           | Un'estate tra le montagne bavaresi | 26 novembre 2017   | 4 settembre 2019          |
| 26  | Ein Sommer auf Mallorca        | Un'estate a Maiorca                | 4 marzo 2018       | ?                         |
| 27a | Ein Sommer in Vietnam (Teil 1) | Un'estate in Vietnam               | 16 settembre 2018  | 5 settembre 2022          |
| 27b | Ein Sommer in Vietnam (Teil 2) | Un'estate in Vietnam               | 23 settembre 2018  | 6 settembre 2022          |
| 28  | Ein Sommer in Oxford           | Un'estate a Oxford                 | 21 ottobre 2018    | 25 agosto 2020            |
| 29  | Ein Sommer in Salamanca        | Un'estate a Salamanca              | 27 gennaio 2019    | 18 agosto 2020            |
| 30  | Ein Sommer in der Toskana      | Un'estate in Toscana               | 28 aprile 2019     | 1 luglio 2020             |
| 31  | Ein Sommer an der Algarve      | Un'estate in Algarve               | 27 ottobre 2019    | 8 settembre 2022 (Rai 2)  |
| 32  | Ein Sommer auf Mykonos         | Un'estate a Mykonos                | 16 febbraio 2020   | 23 settembre 2022 (Rai 2) |
| 33  | Ein Sommer an der Moldau       |                                    | 27 settembre 2020  | —                         |
| 34  | Ein Sommer in Andalusien       | Un'estate in Andalusia             | 4 ottobre 2020     | 9 settembre 2022 (Rai 2)  |
| 35  | Ein Sommer auf Elba            | Un'estate all'isola d'Elba         | 24 gennaio 2021    | 6 giugno 2023 (Rai 2)     |
| 36  | Ein Sommer in Antwerpen        | Un'estate ad Anversa               | 25 aprile 2021     | 22 giugno 2023 (Rai 2)    |
| 37  | Ein Sommer in Südtirol         | Un'estate in Sud Tirolo            | 19 settembre 2021  | 23 giugno 2023 (Rai 2)    |
| 38  | Ein Sommer in Istrien          | Un'estate in Istria                | 14 novembre 2021   | 13 luglio 2025 (Rai 2)    |
| 39  | Ein Sommer in der Bretagne     | Un'estate in Bretagna              | 23 gennaio 2022    | 26 giugno 2023 (Rai 2)    |
| 40  | Ein Sommer am Gardasee         | Un'estate sul lago di Garda        | 18 aprile 2022     | 27 giugno 2023 (Rai 2)    |
| 41  | Ein Sommer auf Langeoog        | Un'estate a Langeoog               | 9 ottobre 2022     | 8 giugno 2025 (Rai 2)     |
| 42  | Ein Sommer auf Kreta           | Un'estate a Creta                  | 30 aprile 2023     | 15 giugno 2025 (Rai 2)    |
| 43  | Ein Sommer auf Malta           | Un'estate a Malta                  | 8 ottobre 2023     | 22 giugno 2025 (Rai 2)    |
| 44  | Ein Sommer im Schwarzwald      | Un'estate nella Foresta Nera       | 21 gennaio 2024    | 29 giugno 2025 (Rai 2)    |
| 45  | Ein Sommer an der Côte d’Azur  | Un'estate in Costa azzurra         | 17 novembre 2024   |                           |
| 46  | Ein Sommer in Italien          | Un'estate in Italia                | 19 gennaio 2025    |                           |